# Meresanj I
| U6 | S29 | S34 |

| U6 | S29 | S34 |

Meresanj I fue una reina del Antiguo Egipto y madre del faraón Seneferu, fundador de la dinastía IV. Probablemente fue esposa de Huny, último faraón de la dinastía III.
El nombre de Meresanj I aparece en un fragmento de la piedra de Palermo y una propiedad de Meresanj puede ser nombrada en la tumba de Pehernefer, en Saqqara. Es también nombrada junto a su hijo Seneferu en una inscripción en el templo de la pirámide en Meidum. Esta inscripción data del reinado de Tutmosis III de la dinastía XVIII y menciona una ofrenda a los ka del rey Seneferu y la reina Meresanj.